# Dorfkirche Betten (Niederlausitz)

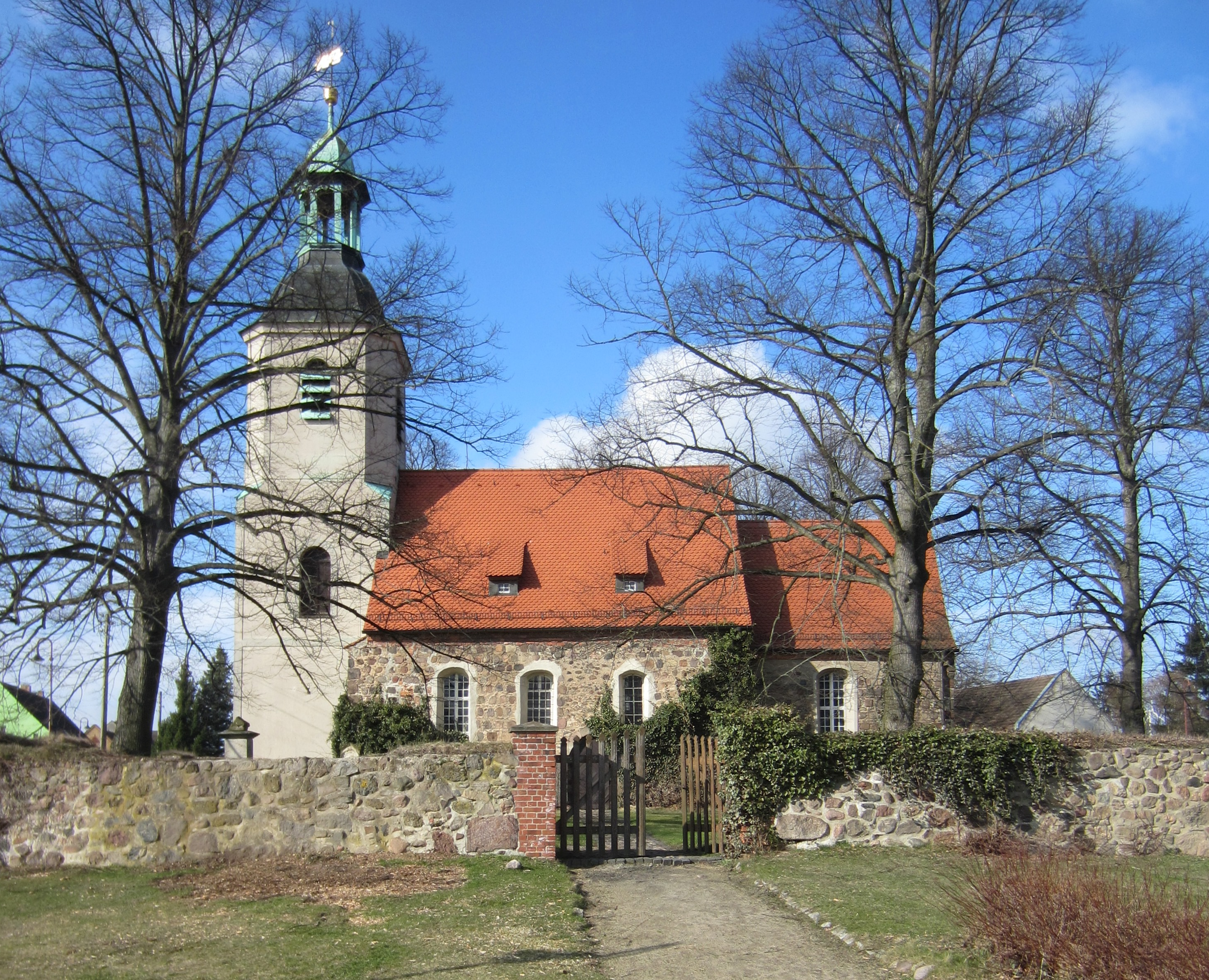
Dorfkirche Betten (2017)

Die Dorfkirche Betten ist das Kirchengebäude im Ortsteil Betten der Gemeinde Massen-Niederlausitz im Landkreis Elbe-Elster in Brandenburg und steht unter Denkmalschutz. Die Kirchengemeinde Betten gehört dem Kirchenkreis Niederlausitz in der Evangelischen Kirche Berlin-Brandenburg-schlesische Oberlausitz an.

## Architektur und Geschichte

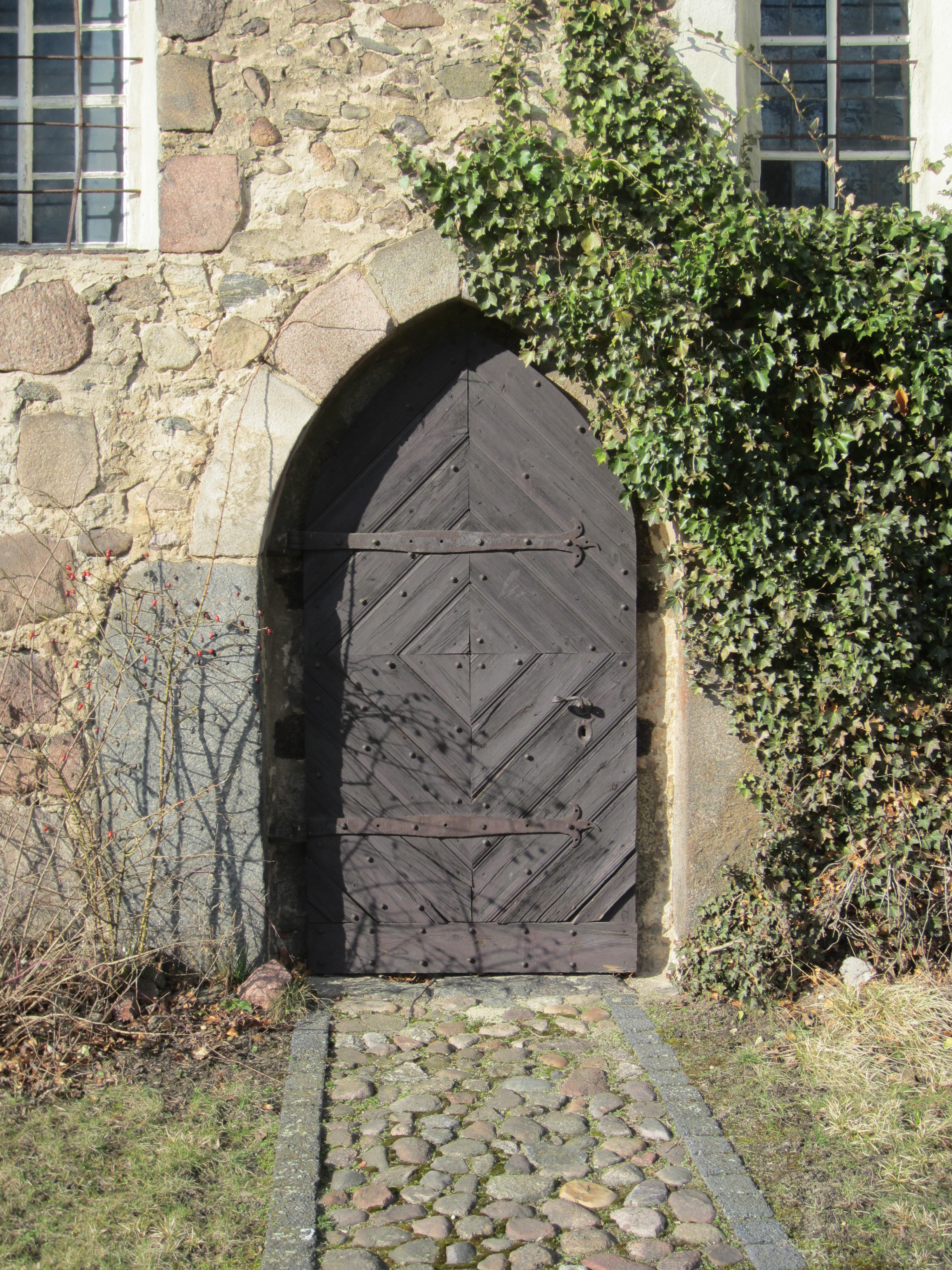
Spitzbogenportal in der Südwand (2017)

Die Dorfkirche Betten wurde in der zweiten Hälfte des 13. Jahrhunderts errichtet und ist eine Saalkirche aus Feldsteinquadern mit eingezogenem Rechteckchor. Im 18. Jahrhundert wurde die Kirche barock umgebaut. Dabei wurde auch der quadratische Westturm angebaut und die ursprünglichen Lanzettfenster des Kirchenschiffs wurden – mit Ausnahme eines Fensters in der Nordwand und der Dreifenstergruppe in der Ostwand – vergrößert und mit Stichbögen versehen. In der südlichen Wand liegt ein spitzbogiges Stufenportal. Nördlich des Chors schließt sich eine tonnengewölbte Sakristei an. Der Westturm wurde als verputzter Backsteinbau errichtet. Ab dem Glockengeschoss geht der Turm in eine achteckige Form über. Auf dem Turm befindet sich eine Schweifhaube mit Laterne. Die Haube wurde 1989 restauriert.
Die Gestaltung des Innenraums ist vom Barock geprägt. Er wurde zwischen 1926 und 1928 neu gefasst, der Triumphbogen zwischen Kirchenschiff und Altarbereich wurde dabei entfernt. In der Kirche steht eine dreiseitige Empore mit vorspringender Balusterbrüstung an der Westempore. In den Jahren 1997 und 1998 erfolgte eine Sanierung des Innenraums.

## Ausstattung
Zur Ausstattung der Bettener Dorfkirche gehört ein mittelalterlicher Schnitzaltar aus der Zeit zwischen 1550 und 1575, auf den ein Kanzelaltar aus dem 17. Jahrhundert aufgesetzt ist. Im Mittelschrein des Schnitzaltars ist die Anbetung der Könige dargestellt, auf den Altarflügeln die Heiligen Ursula und Barbara. Die Kanzel wurde in der zweiten Hälfte des 17. Jahrhunderts gebaut. Der große Taufstein wird auf die zweite Hälfte des 15. Jahrhunderts datiert, hat eine achteckige Kuppa mit Maßwerkfries und einen Holzdeckel aus dem 18. Jahrhundert. In der Turmhalle stehen zwei Grabsteine aus dem 18. Jahrhundert.

## Kirchengemeinde
Zur Kirchengemeinde Betten gehören neben dem Pfarrdorf Betten noch die Orte Lichterfeld und Schacksdorf. Bis 1945 gehörte die Kirchengemeinde zur Evangelischen Landeskirche der älteren Provinzen Preußens, danach kam die Kirchengemeinde zur Evangelischen Kirche in Berlin-Brandenburg. Dort war Betten dem Kirchenkreis Finsterwalde unterstellt. Am 1. Januar 2004 schlossen sich die Evangelische Kirche in Berlin-Brandenburg und die Evangelische Kirche der schlesischen Oberlausitz zur Evangelischen Kirche Berlin-Brandenburg-schlesische Oberlausitz zusammen. Der Kirchenkreis Finsterwalde wurde am 1. Januar 2010 aufgelöst und mit dem Kirchenkreis Lübben zum Kirchenkreis Niederlausitz vereinigt.
Betten ist Sitz des Pfarrsprengels Betten, zu dem noch die Kirchengemeinden Deutsch-Lieskau, Dollenchen, Göllnitz, Lipten und Sallgast gehören.